# Фоминская (Бабаевский район)
Фоминская — деревня в Бабаевском районе Вологодской области.
Входит в состав Вепсского национального сельского поселения (с 1 января 2006 года по 13 апреля 2009 года входила в Комоневское сельское поселение), с точки зрения административно-территориального деления — в Комоневский сельсовет.
Расстояние до районного центра Бабаево по автодороге — 98 км, до центра муниципального образования деревни Тимошино — 9 км. Ближайшие населённые пункты — Артёмово, Васино, Горка, Гридино, Дуново, Лабино, Саутино, Сергеево.
По переписи 2002 года население — 6 человек.